# 실크해트

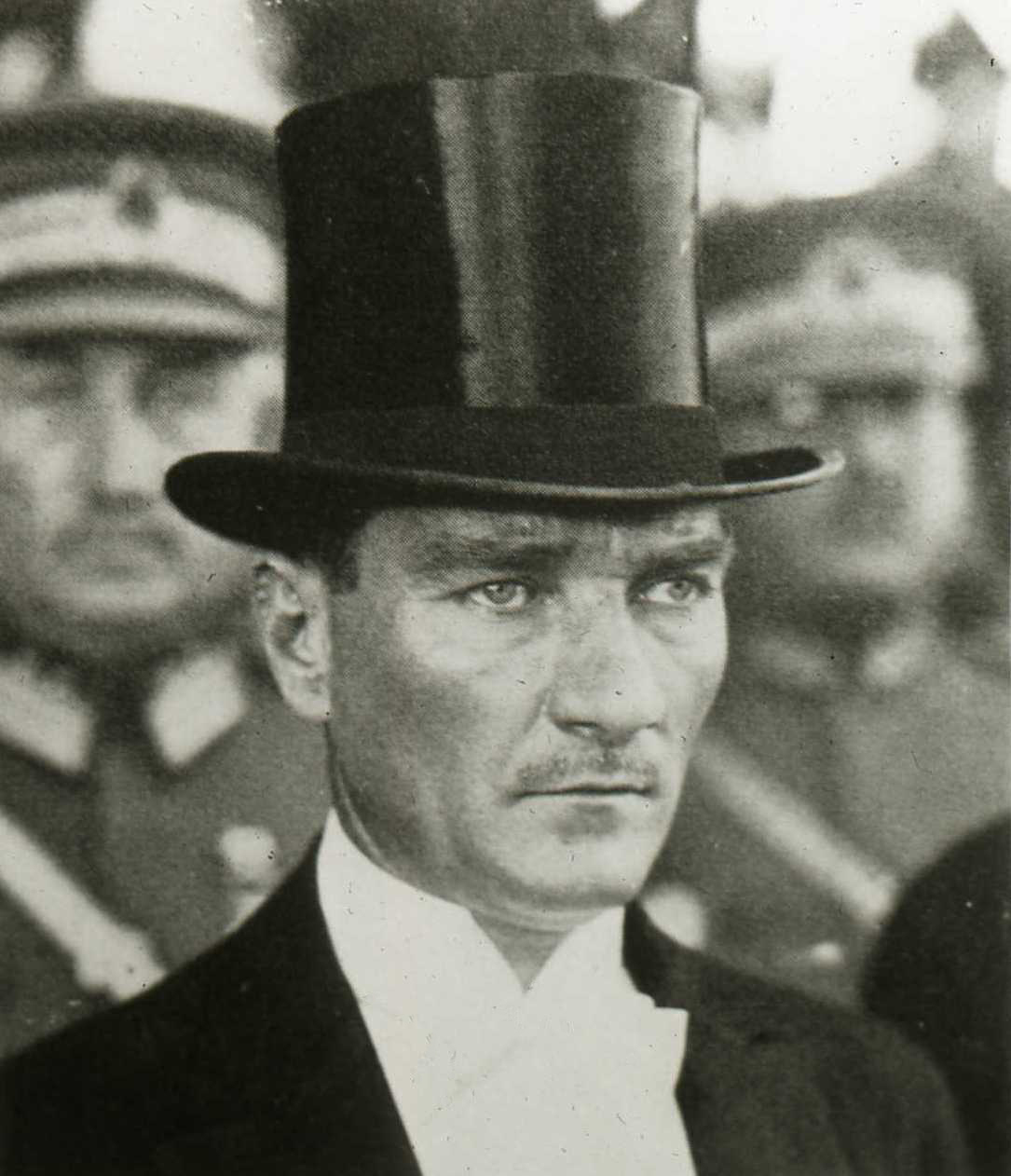
1925년, 실크햇과 흰색 넥타이를 착용한 튀르키예 대통령 무스타파 케말 아타튀르크

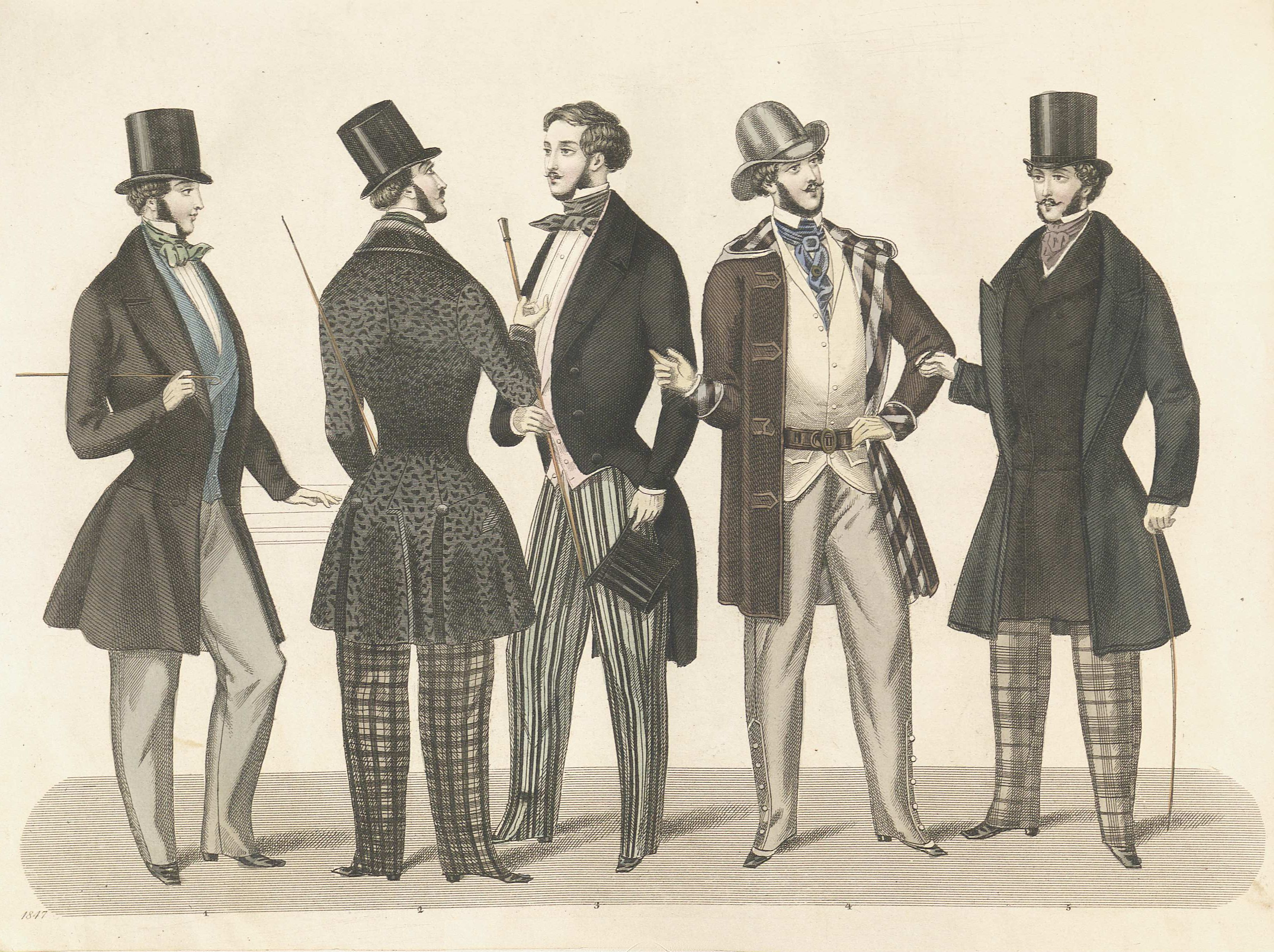
1847.

실크해트(silk hat) 또는 실크햇은 높이가 높고 꼭대기가 평평하며 넓은 테두리가 달린 서양 모자이다. 18세기 후반에서 20세기 중반에 걸쳐 널리 사용되었다. 주로 연미복과 같이 착용한다.

## 같이 보기
- 갓